# Zero Hedge
Zero Hedge (ou ZeroHedge) é um blogue financeiro e agregador de notícias criado em 2009. Seu conteúdo original é assinado sob o pseudônimo "Tyler Durden", sendo o fundador e editor principal identificado pela Bloomberg como o banqueiro búlgaro-americano Daniel Ivandjiiski.
Com as publicações iniciadas em 2009 com foco no mercado financeiro, foi inicialmente descrito como uma mistura de "notícias de ponta, rumores e fofocas", com viés pessimista e libertário. Com os anos, expandiu para conteúdo político não financeiro. Em 2016, em um artigo da Bloomberg, Colin Lokey, que então escrevia para o ZeroHedge, descreveu a linha editorial do site como fortementente enviesada por posições pró-Rússia, o blogue é descrito como da alt-right radical. Mais recentemente, tem lhe sido atribuído um viés conspiratório e de direita. Em 2020, foi banido do Twitter por doxxing de um pesquisador chinês que o site acusava de ter relação com um suposto vazamento do coronavírus de um laboratório.

## História
A primeira publicação do Zero Hedge apareceu em 9 de janeiro de 2009, e o domínio foi registrado em 11 de janeiro de 2009 sob o nome de Krassimir Ivandjiiski, pai de Daniel Ivandjiiski. De acordo com o Boston Business Journal, o site "publica notícias e opiniões financeiras, agregadas e originais" de vários escritores da indústria financeira, sendo descrito como uma fonte de "notícias de ponta, rumores e fofocas na indústria financeira", com viés pessimista e libertário. Nos primeiros anos do Zero Hedge, ele estava associado com críticas a negociações de alta frequência ("High-frequency trading"). Quase todos os artigos internos são assinados sob o pseudônimo coletivo "Tyler Durden", personagem do livro e filme Clube da Luta de Chuck Palahniuk. Na sua criação, o Zero Hedge publicou um manifesto sobre os objetivos do site:

### Visões financeiras

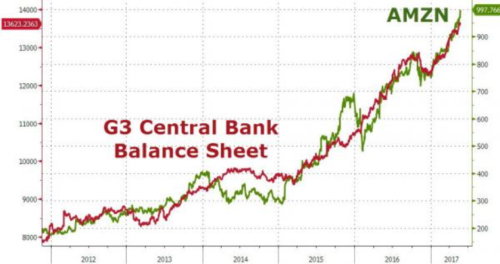
Recriação de um gráfico típico do Zero Hedge, mostrando os balanços dos bancos centrais americano, europeu e japonês e o preço das ações da Amazon (AMZN)

A crença mais forte do Zero Hedge está na Escola Austríaca, e que os ciclos econômicos são realmente ciclos de crédito, e que a flexibilização quantitativa ("QE") pelos bancos centrais globais é um esquema temporário e artificial de suporte aos preços dos ativos, que torna o ciclo de crédito ainda mais extremo; e, portanto, as opiniões fortemente pessimistas do site. Como resultado dessa visão, o Zero Hedge tem preferência por ativos que estão fora do sistema bancário central, incluindo metais preciosos, ouro e criptomoedas. O site é fortemente contra a Escola Keynesiana, e vê a flexibilização quantitativa como um "truque de impressão de dinheiro", e difama os defensores dessa abordagem, como Paul Krugman em particular.
Um crença relacionado com às visões acima é que os bancos centrais nacionalizaram os mercados de capitais, que os preços são artificiais e não refletem a teoria econômica, que as instituições financeiras dos EUA lucraram com isso e que a manipulação dos preços dos ativos gerou desigualdade de riqueza na sociedade e riscos financeiros acumulados. O Zero Hedge geralmente mostra o gráfico dos balanços dos principais bancos centrais versus o preço das ações da Amazon.
Deixando de lado as visões macroeconômicas e as teorias da conspiração, o Zero Hedge é apontado como uma fonte de pesquisa detalhada de bancos e instituições de investimento de Wall Street sobre o mercado de capitais e títulos, que podem ser captados pela mídia financeira. Nos primeiros anos do Zero Hedge, ele estava associado à exposição do mundo desconhecido do comércio de alta frequência ("High-frequency trading"), e as técnicas de HFT que o Zero Hedge alegou equivaliam à manipulação de mercado.

### Visões políticas
| “ | o Manifesto Zero Hedge Nossa missão: - Ampliar o escopo de informações financeiras, econômicas e políticas disponíveis ao público investidor profissional. - Examinar com ceticismo e, quando necessário, atacar a instituição flácida que se tornou o jornalismo financeiro. - Libertar o conhecimento oprimido. - Fornecer análises desinibidas de restrições políticas. - Facilitar a busca incessante da informação por liberdade. | ” |

Com o passar do tempo, expandiu para conteúdo político não financeiro. O artigo de 2016 "Desmascarando Zero Hedge", da Bloomberg, citou o ex-funcionário do site Colin Lokey dizendo: "Não posso ser o tempo todo um líder de torcida para o Hezbollah, Moscou, Teerã, Pequim e Trump. Está errado, ponto. Eu sei que isso lhe dá visualizações agora, mas vai destruir sua marca a longo prazo. Isso não é uma revolução. É uma piada." Também disse que foi pressionado a enquadrar as questões de uma forma que considerou "insincera", resumindo suas posições políticas como "Rússia=boa. Obama=idiota. Bashar al-Assad=líder benevolente. John Kerry=burro. Vladimir Putin=maior líder da história", afirmando que o site tinha uma Russofilia intencional. No contexto das Eleições nos Estados Unidos em 2018, foi classificado como um blogue de direita alternativa. radical, e pró-rússia.
Em 2020, a conta do site foi banida no Twitter por revelar informações pessoais de um pesquisador chinês, que o site alegava estar ligado a um suposto vazamento do coronavírus de um laboratório. Nesse contexto, o The Washington Post escreve que "Nos últimos anos, o blog ampliou as teorias da conspiração de direita em uma variedade de tópicos". Já o jornalista americano Seth Hettena comentou em um artigo do jornal progressista The New Republic que Zero Hedge se tornou "um fórum para as vozes odiosas e conspiratórias dos homens brancos raivosos da direita alternativa. Racistas, antissemitas, extremistas de direita e teóricos da conspiração eram um público mal atendido e, como se vê, lucrativo."